# Банак, Майкл Уоллес
Майкл Уоллес Банак (англ. Michael Wallace Banach; род. 19 ноября 1962, Вустер, США) — американский прелат и ватиканский дипломат. Титулярный архиепископ Мемфиса с 22 февраля 2013. Апостольский нунций в Папуа — Новой Гвинее с 16 апреля 2013 по 19 марта 2016. Апостольский нунций на Соломоновых Островах с 16 апреля 2013 по 18 мая 2016. Апостольский нунций в Сенегале с 19 марта 2016 по 3 мая 2022. Апостольский делегат в Мавритании с 19 марта по 9 декабря 2016. Апостольский нунций в Кабо-Верде с 9 июля 2016 по 3 мая 2022. Апостольский нунций в Гвинее-Бисау с 22 августа 2016 по 3 мая 2022. Апостольский нунций в Мавритании с 13 мая 2017 по 3 мая 2022. Апостольский нунций в Венгрии с 3 мая 2022.